# Dialectes russes méridionaux
 (mars 2023).
Si vous disposez d'ouvrages ou d'articles de référence ou si vous connaissez des sites web de qualité traitant du thème abordé ici, merci de compléter l'article en donnant les références utiles à sa vérifiabilité et en les liant à la section « Notes et références ».

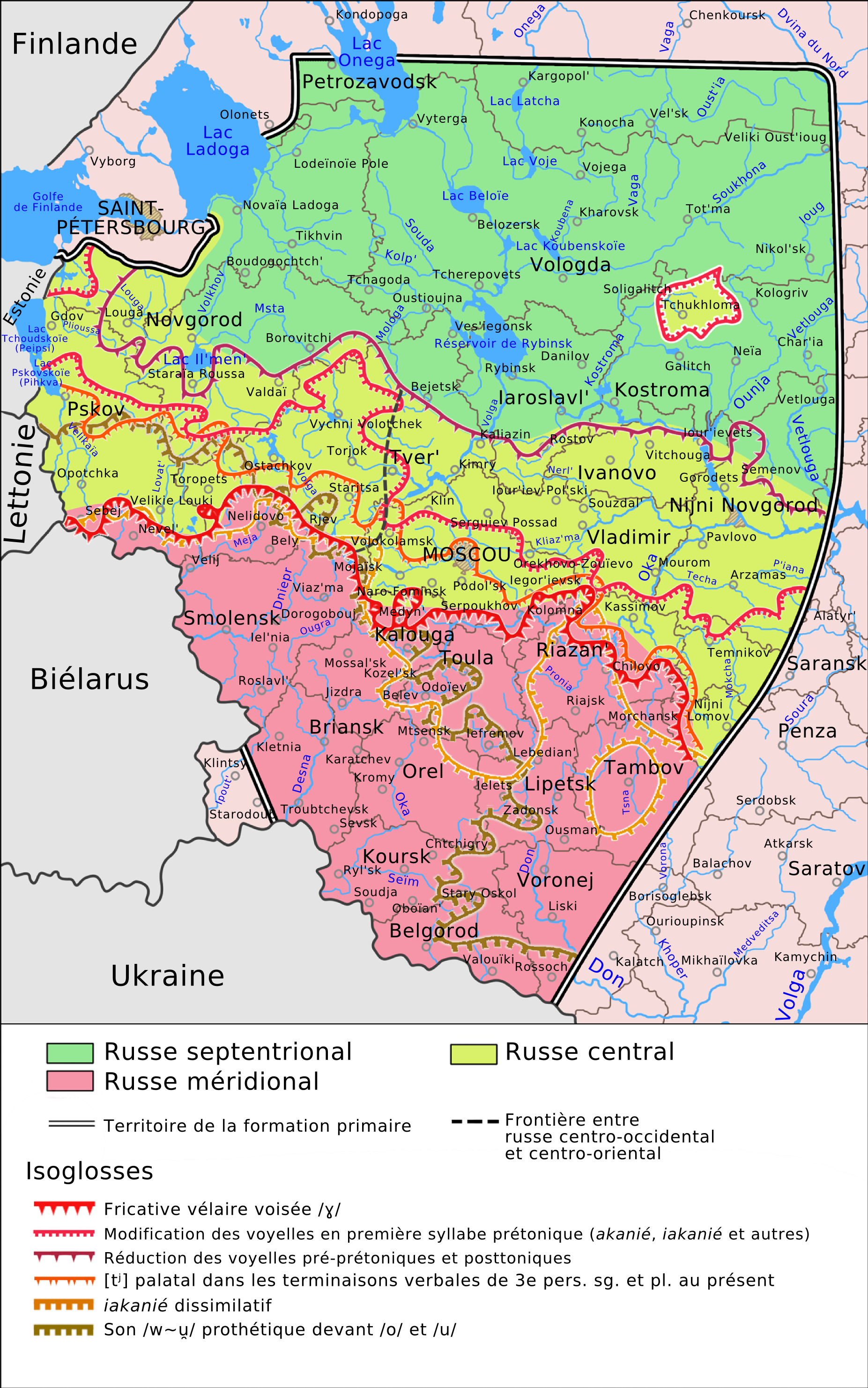
Carte des dialectes russes.

Les dialectes russes méridoniaux sont l'une des trois catégories principales des dialectes russes. 

## Territoires parlés
- Occidentaux (Bryansk, Smolensk, parts du sud des Pskov et Tver)
- Le groupe transitionnel A (Mosalsk, Kozelsk, Jizdra, Karatchev, Sevsk, Rylsk)
- Centraux (Belgorod, Koursk, Oriol)
- Le groupe transitionnel B (Serpukhov, Kolomna, Kalouga, Toula, Ielets, Stary Oskol)
- Orientaux (Lipetsk, Tambov, Riazan, Voronej).